# The Souther-Hillman-Furay Band (album)
| Recensione | Giudizio |
| ---------- | -------- |
| AllMusic   |          |

The Souther-Hillman-Furay Band è l'album di debutto del gruppo musicale omonimo, pubblicato nel luglio 1974. È arrivato in 11ª posizione nella Billboard 200.

## Tracce
Lato A
1. Fallin' in Love – 3:30 (Richie Furay)
2. Heavenly Fire – 3:43 (Chris Hillman, Len Fagan)
3. The Heartbreaker – 2:56 (J.D. Souther)
4. Believe Me – 5:03 (Richie Furay)
5. Border Town – 3:52 (J.D. Souther)

Durata totale: 19:04
Lato B
1. Safe at Home – 2:53 (Chris Hillman)
2. Pretty Goodbyes – 3:40 (J.D. Souther)
3. Rise and Fall – 3:07 (Chris Hillman, Len Fagan)
4. The Flight of the Dove – 4:06 (Richie Furay)
5. Deep, Dark and Dreamless – 5:37 (J.D. Souther)

Durata totale: 19:23

## Musicisti
- J.D. Souther - chitarre, voce
- Chris Hillman - basso, chitarre, mandolino, voce
- Richie Furay - chitarra, voce
- Paul Harris - tastiere
- Al Perkins - chitarra steel, chitarre
- Al Perkins - basso (brano: Heavenly Fire)
- Al Perkins - dobro (brano: Rise and Fall)
- Jim Gordon - batteria, percussioni
- Joe Lala - percussioni (brani: Rise and Fall e Border Town)

Note aggiuntive:
- Richie Podolor - produttore
- Registrazione effettuate al American Recorders, Ventura Blvd., Los Angeles, California
- Bill Cooper - ingegnere delle registrazioni
- Elliot Roberts e Ron Stone - direzione (per Lookout Management)
- Richie Podolor e Bill Cooper - ingegneri del missaggio
- Doug Sax - masterizzazione disco

Ringraziamenti:
- Phil Kaufman
- Jimmy Collins
- Bob Jenkins[4]